# Lazna
Lazna falu Nyugat-Szlovéniában, a Goriška statisztikai régióban, a Vipava-völgy felett, a hegyekben, a Trnovo-erdő közelében helyezkedik el. Közigazgatásilag Nova Goricához tartozik. Lakosságának száma 5 fő.
A település kizárólag a közeli Lokve falu felől érhető el közúton.

## Fordítás
- Ez a szócikk részben vagy egészben  a   Lazna című angol Wikipédia-szócikk ezen változatának fordításán alapul.  Az eredeti cikk szerkesztőit annak laptörténete sorolja fel. Ez a jelzés csupán a megfogalmazás eredetét és a szerzői jogokat jelzi, nem szolgál a cikkben szereplő információk forrásmegjelöléseként.